# Église Sainte-Marie de Feilluns
Pour les articles homonymes, voir église Sainte-Marie.
L'église Saint-Marie de Feilluns est une église romane située à Feilluns, dans le département français des Pyrénées-Orientales.